# Muhammad Buazízí
Muhammad Buazízí (arabsky: طارق الطيب محمد البوعزيزي, Táriq at-Tajib Muhammad al-Bwʿazízí; 29. března 1984 v Sídí Bú Zíd – 4. ledna 2011 v Ben Arous) byl tuniský mladík, který se 17. prosince 2010 upálil před sídlem provinční vlády ve městě Sídí Bú Zíd na protest proti špatným životním podmínkám. Jeho čin spustil protivládní demonstrace, které vedly k pádu režimu autoritářského prezidenta bin Alího. Muhammad Buazízí zemřel po 18 dnech od upálení. Jeho příkladu následovalo několik dalších mladých Tunisanů.
Za svůj čin posmrtně získal Sacharovovu cenu za svobodu myšlení.